# Callicostella africana
Callicostella africana är en bladmossart som beskrevs av Mitten 1860. Callicostella africana ingår i släktet Callicostella och familjen Hookeriaceae. Inga underarter finns listade i Catalogue of Life.